# NGC 7053
NGC 7053 је галаксија у сазвежђу Пегаз која се налази на NGC листи објеката дубоког неба.
Деклинација објекта је + 23° 5' 7" а ректасцензија 21h 21m 7,5s. Привидна величина (магнитуда) објекта NGC 7053 износи 13,1 а фотографска магнитуда 14,1. NGC 7053 је још познат и под ознакама UGC 11727, MCG 4-50-9, CGCG 471-8, IRAS 21188+2252, 2ZW 124, NPM1G +22.0620, PGC 66610.